# کارو مهیان
کارو میهیان (ارمنی: Կարօ Մեհեան (Մեհյան)؛  زادهٔ ۱۸۹۸ - درگذشته ۱۹۸۴) نویسنده، و سخنران عمومی اهل ارمنستان بود.

## زندگی‌نامه
وی کارو قازاروسیان (ارمنی: Կարօ Ղազարոսեան (Ղազարոսյան)) در ۱۸۹۸ در روتوسفو به دنیا آمد . عضو اتحادیه تربیت بدنی عمومی ارمنیان و عضو حزب فدراسیون انقلابی ارمنی بود. وی در فعالیت روزنامه‌های هوسابر هاراچ می‌کرد. وی در ۱۹۸۴ در سن ۸۶ سالگی در پاریس درگذشت.

## یادداشت
1. ↑  Ռոտոսթօ
2. ↑  Յուսաբեր
3. ↑  Յառաջ